# ハイダイナミックレンジビデオ
ハイダイナミックレンジビデオ（HDRビデオ）は標準ダイナミックレンジビデオ（SDRビデオ）よりも広いダイナミックレンジを有するビデオ映像である。HDRビデオは撮影、制作、コンテンツ/エンコーディングおよびディスプレイで構成されている。HDRの撮影およびディスプレイはより明るい白と、暗い黒を表現する。これに対応するために、HDRのエンコーディング規格ではより高い最高輝度を受け入れ、（SDRでは非業務用で8ビット、業務用で10ビットなのに対して）少なくとも10ビットのカラー深度を使用することでこの広い範囲での精度を保証している。
「HDR」という用語は厳密には輝度の最大値と最小値の比率を意味するが、一般的には「HDRビデオ」という用語は広色域（WCG）も含まれていると理解されている。HDRとWCGの組み合わせは大きなカラーボリュームが可能となる。
なお、HDR伝達関数（PQまたはHLG）が通知された時にはHDRに切り替える必要があり、10ビットモードだけやBT.2020の原色とマトリックスではHDRとはいえない。

## 技術

### 伝達関数

#### PQ（Perceptual quantizer、知覚量子化器）
SMPTEがSMPTE ST 2084として発表した知覚量子化器（PQ）とはSDRで使用されているガンマ曲線を置き換えることでHDR表示を可能にする伝達関数である。輝度再現を10,000cd/m2にまでレベルアップする。ドルビーによって開発され、SMPTEによって2014年に標準化され、2016年にはRec. 2100としてITUによっても標準化された。ITUはPQないしHLGをHDRテレビの伝達関数として指定している。PQは（ドルビー・ビジョン、HDR10およびHDR10+といった）HDRビデオ方式の基礎となっている。PQはRec. 1886EOTF（標準ダイナミックレンジビデオのガンマ曲線）との下位互換性を有していない。
PQは色擬似輪郭に対するヒトの視覚特性に基づいた非線形伝達関数で、12ビットで擬似輪郭を発生させなくすることができる。ガンマ曲線を10,000cd/m2まで拡張する場合には、15ビットが必要とされる。
PQ EOTF（電気光伝達関数）は以下の通り：
{\displaystyle F_{D}=EOTF[E']=10000\left({\frac {max[(E'^{1/m_{2}}-c_{1}),0]}{c_{2}-c_{3}\cdot E'^{1/m_{2}}}}\right)^{1/m_{1}}}
PQの反転EOTFは以下の通り：
{\displaystyle E'=EOTF^{-1}[F_{D}]=\left({\frac {c_{1}+c_{2}\cdot Y^{m_{1}}}{1+c_{3}\cdot Y^{m_{1}}}}\right)^{m_{2}}}
ここで
- {\displaystyle E'} は{\displaystyle \left[0,1\right]}の範囲をとる非線形の信号値。
- {\displaystyle F_{D}} はcd/m2で表したディスプレイ輝度
- {\displaystyle Y=F_{D}/10000} は[0:1]の範囲をとる正規化した線形の表示値（{\displaystyle Y=1} は 10,000 cd/m2のピーク輝度を示す）
- {\displaystyle m_{1}={\frac {2610}{16384}}={\frac {1305}{8192}}=0.1593017578125}
- {\displaystyle m_{2}={\frac {2523}{4096}}*128={\frac {2523}{32}}=78.84375}

- {\displaystyle c_{1}={\frac {3424}{4096}}={\frac {107}{128}}=0.8359375=c_{3}-c_{2}+1}
- {\displaystyle c_{2}={\frac {2413}{4096}}*32={\frac {2413}{128}}=18.8515625}
- {\displaystyle c_{3}={\frac {2392}{4096}}*32={\frac {2392}{128}}=18.6875}

#### ハイブリッド・ログ＝ガンマ（Hybrid Log-Gamma）
ハイブリッド・ログ＝ガンマ（HLG）はBBCとNHKが共同で開発したロイヤリティフリーのHDR規格である。HLGは、他のHDR方式に必要なメタデータがHDR非対応のディスプレイに対して下位互換性がなかったり、余計な帯域幅を必要としたりすることや、伝送中にデータがダメージを受けたり、同期ずれが起こる可能性のあるテレビジョン放送によりよく適合するように設計された。HLGでは信号レベルが0.5以下ではガンマ曲線を使用し、それ以上では対数曲線を使用する非線形光電変換関数を定義している。実際には、この信号は標準ダイナミックレンジディスプレイでは正常に解釈されるが（ハイライト側がより詳細に表示されるととも、多少寝ぼけた絵柄になるが）、HLG互換ディスプレイでは信号曲線の対数部分を正しく解釈し、より広いダイナミックレンジで表示される。他のHDR形式とは対照的に、HLGはメタデータを使用していない。
HLGの伝達関数はSDRのガンマ曲線に対して下位互換性がある。しかしながら、HLGは一般的にはRec. 2020の原色点とともに使用されるので、非互換のディスプレイでは視覚的にも色相がシフトした、飽和度の低い画像が生成される。したがって、HDLはSDRのUHDTVに対して下位互換性があり、Rec. 709の原色点をサポートする一般的なSDRディスプレイでは色ずれを呈する。
HLGはATSC 3.0、デジタルビデオブロードキャスティング（DVB）のUHD-1 Phase 2および国際電気通信連合（ITU）Rec. 2100で定義されている。HLGはHDMI 2.0b、HEVC、VP9およびH.264/MPEG-4 AVCでサポートされている。HLGはBBC iPlayer、ディレクTV、Freeview Play、YouTubeといった配信サービスでもサポートされている。

#### SDR伝達関数
BT.1886にはSDRコンテンツ（BT.2020の原色を用いたSDRコンテンツを含む）の伝達関数が記載されている。sRGBの伝達関数はBT.709およびBT.1886のどちらの逆関数とも異なっている。SMTPE 240Mも独自のEOTFを定義しており、これも異なってい。

### メタデータ

#### 静的メタデータ
静的なHDRのメタデータは、ビデオ全体についての情報を与える。
- SMPTE ST 2086 ないし MDCV （Mastering Display Color Volume）：マスタリング用ディスプレイのカラーボリュームを記述（例えば、原色点、白色点および最大および最小輝度）。SMPTEによって定義されており[39]、AVC規格[40]およびHEVCでも定義されている[41]。
- MaxFALL (Maximum Frame Average Light Level)
- MaxCLL (Maximum Content Light Level)

これらのメタデータにはコンテンツよりもカラーボリュームの小さな民生用HDRディスプレイ（例えば、ピーク輝度、コントラスト、色域など）にどのようにHDRコンテンツを適用するのかは記載さえれていない。
MaxFALLおよびMaxCLLの値は、マスタリング用ディスプレイでシーンがどのように見えるのかに基づいてビデオストリーム自体（MaxFALLには黒枠は含めない）から計算される。任意の値を設定することは推奨されない。

#### 動的メタデータ
動的メタデータは映像の各フレームないし各シーンに固有である。
ドルビー・ビジョン、HDR10+およびSMPTE ST 2094の動的メタデータは、マスタリングディスプレイとは異なるカラーボリュームを有するディスプレイに表示されるコンテンツに、どのカラーボリューム変換を適用すべきかを記述する。各シーンおよび各ディスプレイに最適化される。これによってカラーボリュームが制限された民生用ディスプレイでもクリエイターの意図を維持することができる。
SMPTE ST 2094ないし「カラーボリューム変換のための動的メタデータ」（Dynamic Metadata for Color Volume Transform、DMCVT）は、2016年にSMPTEによって6部構成で公開された動的メタデータの標準である。これはHEVC SEI、ETSI TS 103 433、CTA 861-Gに搭載されている。以下の4つのアプリケーションが含まれている：
- ST 2094-10（ドルビー）、ドルビー・ビジョンで使用
- ST 2094-20（フィリップス）、カラーボリューム再構築情報（Colour Volume Reconstruction Information、CVRI）はST 2094-20を基にしている[45]。
- ST 2094-30（テクニカラー）。カラーリマッピング情報（Colour Remapping Information、CRI）はST 2094-30に準拠し、HEVCで標準化されている[45]。
- ST 2094-40（サムスン電子）、HDR10+で使用。

### 色度
HDビデオ用のSDRはRec. 709で規定されているシステム色度（原色の色度、sRGBと同じ）を使用する。SDビデオ用のSDRはBT.601やSMPTE 170M記載の様々なことなった原色を使用している。
HDRは一般に広色域（システム色度がBT.709よりも広い）に関連付けられている。Rec. 2100（HDR-TV）はRec. 2020（UHDTV）で使用されているのと同じシステム色度を使用する。HDR10、HDR10+、ドルビー・ビジョン及びハイブリッド・ログ＝ガンマといったHDR形式もまたRec. 2020の色度を使用している。
| 色空間    | 色度座標（CIE 1931） | 色度座標（CIE 1931） | 色度座標（CIE 1931） | 色度座標（CIE 1931） | 色度座標（CIE 1931） | 色度座標（CIE 1931） | 色度座標（CIE 1931）   | 色度座標（CIE 1931） | 色度座標（CIE 1931） |
| 色空間    | 原色                 | 原色                 | 原色                 | 原色                 | 原色                 | 原色                 | 白色点                 | 白色点               | 白色点               |
| 色空間    | 赤                   | 赤                   | 緑                   | 緑                   | 青                   | 青                   | 白色点                 | 白色点               | 白色点               |
| 色空間    | xR                   | yR                   | xG                   | yG                   | xB                   | yB                   | Name                   | xW                   | yW                   |
| --------- | -------------------- | -------------------- | -------------------- | -------------------- | -------------------- | -------------------- | ---------------------- | -------------------- | -------------------- |
| Rec. 709  | 0.64                 | 0.33                 | 0.30                 | 0.60                 | 0.15                 | 0.06                 | D65                    | 0.3127               | 0.3290               |
| sRGB      | 0.64                 | 0.33                 | 0.30                 | 0.60                 | 0.15                 | 0.06                 | D65                    | 0.3127               | 0.3290               |
| DCI-P3    | 0.680                | 0.320                | 0.265                | 0.690                | 0.150                | 0.060                | P3-D65（ディスプレイ） | 0.3127               | 0.3290               |
| DCI-P3    | 0.680                | 0.320                | 0.265                | 0.690                | 0.150                | 0.060                | P3-DCI (Theater)       | 0.314                | 0.351                |
| DCI-P3    | 0.680                | 0.320                | 0.265                | 0.690                | 0.150                | 0.060                | P3-D60 (ACES Cinema)   | 0.32168              | 0.33767              |
| Rec. 2020 | 0.708                | 0.292                | 0.170                | 0.797                | 0.131                | 0.046                | D65                    | 0.3127               | 0.3290               |
| Rec. 2100 | 0.708                | 0.292                | 0.170                | 0.797                | 0.131                | 0.046                | D65                    | 0.3127               | 0.3290               |

Rec.709およびsRGB（SDR）
DCI-P3（一般的なHDRコンテンツ）
Rec.2020およびRec.2100（HDRの技術的限界）

### ビット深度
ダイナミックレンジが拡大したので、色擬似輪郭を避けるためにHDRコンテンツはSDRよりも多くのビット深度を必要とする。SDRは8ないし10ビットのビット深度を使用するが、HDRは10ないし12ビットを使用する。これとより効率的な伝達関数（例えばPQやハイブリッド・ログ＝ガンマ）と組み合わせることで、十分疑似輪郭を回避できる。

### 信号形式
Rec. 2100はHDR-TVの信号形式としてRGB、YCbCrないしICTCPの使用を規定している。

ICTCP はドルビーがHDRおよび広色域（WCG）用に設計し、Rec. 2100で標準化された。
再構成を伴うIPTPQc2（ないしIPTPQc2）はドルビー独自の方式であり、ICTCPに類似している。ドルビー・ビジョンのプロファイル5で使用されている。

### デュアル・レイヤー・ビデオ
一部のドルビー・ビジョンのプロファイルは、ベース・レイヤーと、エンハンスト・レイヤーで構成されるデュアル・レイヤー・ビデオを使用する。ドルビー・ビジョンのプロファイルに応じて、ベース・レイヤーはSDR、HDR10、ハイブリッド・ログ＝ガンマ、Blu-rayと下位互換性があるか、ビデオ形式と互換性なくすることができる。

## 形式

### HDR10

より一般的にはHDR10と知られるHDR10メディアプロファイルは、全米家電協会によって2015年8月27日に発表された、公開のHDR規格である
。
これは最も広く普及しているHDR形式であり
、
デル、LG、サムスン電子、シャープ、VU、ソニー、Vizioといったモニターおよびテレビ製造業者や
、
それぞれ、PlayStation 4、Xbox Oneなどのゲーム機やApple TVなどのプラットフォームでHDR10をサポートするソニー・インタラクティブエンタテインメント、マイクロソフトおよびAppleなどのさまざまな企業がHDR10をサポートしている
。
以下にHDR10の定義を示す：
- 電気光伝達関数（英語版）：SMPTE ST 2084（PQ）
- ビット深度：10ビット
- 原色点：Rec. 2020（Rec. 2100の原色と同一）
- 静的メタデータ：SMPTE ST 2086（Mastering Display Color Volume）、MaxFALL、MaxCLL
- カラー・サブサンプリング： 4:2:0（圧縮ビデオ用）

HDR10は技術的には最大輝度10,000cd/m2に制限されているが、一般的なHDR10のコンテンツは1,000～4,000cd/m2でマスタリングされている。
HDR10はSDRディスプレイには下位互換性がない。
HDR10のコンテンツよりもカラーボリュームが小さい（たとえば、ピーク輝度の表示能力が低い）HDR10ディスプレイでは、HDR10のメタデータがコンテンツを調整するのを助ける情報を提供する。しかしながら、このメタデータは静的（ビデオ全体で同一）であり、コンテンツをどのように調整すべきかは示されないため、決定はディスプレイ次第であり、クリエイターの意図が保持されない可能性がある。
HDR10と競合するフォーマットとしてはドルビー・ビジョンやHDR10+（それぞれのディスプレイやシーンごと、フレームごとにクリエイターの意図を保持できる動的メタデータを提供する）およびハイブリッド・ログ＝ガンマ（SDRとのある程度の下位互換性がある）がある。

### HDR10+

HDR10 Plusとしても知られるHDR10+は、2017年4月20日にサムスン電子とアマゾン・ビデオから発表された。HDR10+はHDR10に対して、シーンごとないしフレームごとに10,000cd/m2までの最大輝度をより正確に調整できるようするための動的メタデータと、10ビットのカラー深度および8Kの解像度のサポートを追加して更新した。この機能はサムスン電子の適用書 SMPTE ST 2094-40 Application #4 を基にしている。HDR10+は公開標準でロイヤリティフリーであり、Colorfront社のTranskoderとMulticoreWare社のx265でサポートされている。HDR10+のデバイス製造者に対する認定およびロゴプログラムは、製品1台ごとではなく、年間の管理費で適用される。認定されたテストセンターがHDR10+デバイスの認定プログラムを実施している。
2017年8月28日、サムスン電子、パナソニックおよび20世紀フォックスは、HDR10+規格を宣伝するためにHDR10+アライアンスを創設した。HDR10+のビデオは2017年12月13日にAmazonプライム・ビデオで提供が開始された。2018年1月5日、ワーナー・ブラザースはHDR10+規格のサポートを発表した。2018年1月6日、パナソニックはHDR10+をサポートしたUltra HD Blu-rayプレイヤーを発表した。2019年4月4日、ユニバーサル・ピクチャーズ・ホームエンターテイメントはHDR10+でマスタリングされた新作のリリースのためのサムスン電子とお技術提携を発表した。HDR10+は、無料にもかかわらずHDR10に対するドルビー・ビジョンの利点のほとんどを備えていると考えられている。

### ドルビー・ビジョン
ドルビー・ビジョンはUltra HD Blu-rayおよびストリーミング・ビデオ・サービスでオプションでサポートされることができるドルビー・ラボラトリーズによるHDR形式である。ドルビー・ビジョンは独自フォーマットであり、ドルビーのビジネス副社長ジャイルズ・ベイカーはドルビー・ビジョンのロイヤルティ費用はテレビ一台当たり3ドル以下だと述べている。ドルビー・ビジョンにはPQ（SMPTE ST 2084）電気光伝達関数、最大8Kの解像度および広色域色空間（YCBCR ないし IPTPQc2のITU-R Rec. BT.2020）が含まれている。一部のドルビー・ビジョンのプロファイルでは、12ビットのカラー深度と10,000cd/m2の最大輝度が含まれている（ドルビー・ビジョンのホワイトペーパーによると、2018年時点でドルビー・ビジョンHDRリファレンス・モニターなどの業務用リファレンス・モニターはピーク輝度4,000cd/m2に制限されている）。マスタリング用ディスプレイのカラリメトリー情報を静的メタデータ（SMPTE ST 2086）を用いてエンコードすることもできるが、iPhone 12のようにシーンごとないしフレームごとの動的メタデータ（SMPTE ST 2094-10、ドルビー形式）を提供することもできる。
ドルビー・ビジョンをサポートするUltra HD（UHD）テレビの例としてはLG、VU、ソニー、Vizioなどがある。MulticoreWare社のx265エンコーダーはバージョン3.0でドルビー・ビジョンをサポートした。ドルビー・ビジョンIQは、周辺光に応じてドルビー・ビジョンのコンテンツを最適化するように設計されたアップデートである。これは将来対応と考えられている。
この動的メタデータないし動的HDRを使用すると、シーンごとないしフレームごとに必要に応じて、ビデオ/映画の中で何度でも明るさとコントラスト（実際にはトーンカーブ）を調整できるようになる。

### HLG10 / HLG
一般にHLGとして知られるHLG10は、HLG伝達関数と、10ビットのビット深度および広色域Rec. 2020色空間を使用するビデオ形式である。HLG伝達関数はSDRビデオと下位互換性があるが、Rec. 2020の色空間はSDRビデオの色空間（Rec. 709）とは互換性がない。

### テクニカラー・アドバンストHDR
SDRとの下方互換性を狙ったHDRフォーマット。2020年12月19日現在、この形式のコンテンツはまだない。
SL-HDR1（シングルレイヤーHDRシステム パート1）はSTマイクロエレクトロニクス、フィリップス、テクニカラーが共同開発したHDR規格である。2016年8月にETSI TS 103 433として標準化された。SL-DDR1は、静的（SMPTE ST 2086）および動的メタデータ（SMPTE ST 2094-20フィリップス形式および2094-30テクニカラー形式）を用いて、既存のSDR配信ネットワークおよびサービスを使用して届けることができるSDRビデオストリームからHDR信号を再構築することによって直接的な下位互換性を提供する。SL-HDR1は、シングルレイヤーのビデオストリームを用いてHDRデバイスではHDRのレンダリングを、SDRデバイスではSDRのレンダリングを可能にする。HDR再構築メタデータはHEVCないしAVCに補助的拡張情報（SEI）メッセージを使用して付加可能である。

### ビデオ形式比較
|            |            | HDR10                                   | HDR10+                                              | ドルビー・ビジョン | HLG |
| ---------- | ---------- | --------------------------------------- | --------------------------------------------------- | --- | --- |
| 開発者     | 開発者     | CTA                                     | サムスン電子                                        | ドルビー | 日本放送協会および英国放送協会 |
| 年         | 年         | 2015                                    | 2017                                                | 2014 | 2015 |
| コスト     | コスト     | 無料                                    | 無料（コンテンツ製作者） 年間ライセンス（製造業者） | 独自 | 無料 |
| 技術的特性 |            |                                         |                                                     | | |
| メタデータ | メタデータ | 静的 （SMPTE ST 2086、MaxFALL、MaxCLL） | 動的                                                | 動的 （ドルビー・ビジョンL0、L1、L2トリム、L8トリム）                                                                                          | なし |
| 伝達関数   | 伝達関数   | PQ                                      | PQ                                                  | PQ、HLC（常時ではない） | HLG |
| ビット深度 | ビット深度 | 10ビット                                | 10ビット（以上）                                    | 10ないし12ビット | 10ビット |
| ピーク輝度 | 技術的制限 | 10,000 cd/m2                            | 10,000 cd/m2                                        | 10,000 cd/m2 | 可変 |
| ピーク輝度 | コンテンツ | 規定なし 1,000 - 4,000 cd/m2（一般）    | 規定なし 1,000 - 4,000 cd/m2（一般）                | （最低1,000 cd/m2） 4,000 cd/m2 一般 | 1,000 cd/m2 一般 |
| 原色色度点 | 技術的制限 | Rec. 2020                               | Rec. 2020                                           | Rec. 2020 | Rec. 2020 |
| 原色色度点 | コンテンツ | DCI-P3（一般）                          | DCI-P3（一般）                                      | 少なくともDCI-P3 | DCI-P3（一般） |
| 下位互換性 | 下位互換性 | なし                                    | HDR10                                               | 使用するプロファイルに依存： - 互換性なし - SDR - HDR10 - HLG - Ultra HD Blu-ray                                                               | - UHDTV（Rec. 2020） - SDR（Rec. 709）、色ひずみを伴う |
| 備考       | 備考       | PQ10形式はメタデータを覗いてHDR10と同等 |                                                     | ドルビー・ビジョンの技術的特性は使用するプロファイルに依存するが、すべてのプロファイルが同じドルビー・ビジョンの動的メタデータをサポートする。 | Rec. 2020の原色点（WCGをサポートしていないSDRディスプレイでは、Rec. 2020の原色点を使用しているHDL形式の信号は飽和度か低下しつつ、色相がずれた映像となる。 |
| 出典       | 出典       | [ 16 ] [ 62 ] [ 63 ]                    | [ 17 ] [ 94 ] [ 62 ] [ 63 ]                         | [ 15 ] [ 13 ] [ 91 ] [ 63 ] [ 95 ] [ 62 ] | [ 93 ] [ 26 ] [ 92 ] [ 63 ] |

## ディスプレイ
より広いダイナミックレンジが表示可能なディスプレイデバイスは、主にプラズマ、SED/FEDおよびOLEDといったフラットパネル技術を使って数十年にわたって研究されてきた。
ダイナミックレンジが拡張され、リバーストーンマッピングを用いてアップスケールされた既存のSDR/LDRのビデオや放送素材を表示するテレビ受像機は、2000年代初頭から期待されていた。2016年、SDRビデオのHDR変換はがサムソン電子のHDR+ （液晶テレビに搭載されて）およびテクニカラーのHDR Intelligent Tone Management として市場に投入された。
2018年には高級な民生用HDRディスプレイは、一般的なSDRディスプレイの250-300 cd/m2に対して少なくとも画面の狭い領域で短時間であれば輝度1,000 cd/m2を表示可能となった。
ビデオインターフェイスは、2015年4月に発売されたHDMI 2.0aおよｂ2016年3月に発売されたDisplayPort 1.4で少なくとも1種類のHDRフォーマットがサポートされるようになった。2016年12月に、HDMIはHDMI 2.0b規格でハイブリッド・ログ＝ガンマ（HLG）のサポートを発表した。HDML 2.1は2017年1月4日に公式に発表され、シーンごとないしフレームごとに変化する動的メタデータをサポートするダイナミックHDRのサポートが追加された。

### 互換性
2020年時点では、HDR形式の全領域の輝度及び色度を描画できるディスプレイは存在していない。ディスプレイがHDRコンテンツを受け入れて、ディスプレイ特性に合わせてマッピングできれば「HDRディスプレイ」と呼ばれる。したがって、HDRのロゴはコンテンツの互換性に関する情報を提供するだけで、表示能力には言及されない。

### 認証
画面のディスプレイ描画機能に関する情報を消費者に提供するために認証が行わる。

#### VESA DisplayHDR
VESAによるDisplayHDR規格は消費者にHDR仕様の違いを理解しやすくするための規格で、主にコンピューター用ディスプレイとノートPCで使用される。VESAはすべてがHDR10をサポートしなければならないが、必ずしも10ビット表示をサポートしなくてもよい一連のHDRレベルを定義した。DisplayHDRはHDR形式ではないが、特定のモニターでHDR形式と、その能力を検証する道具である。最新の規格は、2019年9月に導入されたDisplayHDR 1400であり、これをサポートするモニターは2020年に発売された。DisplayHDR 1000およびDisplayHDR 1400は、主にビデオ編集などの専門的な作業で使用されている。DisplayHDR 500ないしDisplayHDR 600認定のモニターは、SDRディスプレイと比べて顕著な改善を示し、一般的なコンピューター使用や、ゲームでより頻繁に使用されている。
|                           | 最低ピーク輝度 | 色の範囲 | 代表的な調光技術 | 最大黒レベル輝度 | 最大バックライト調整遅延時間 |
| ------------------------- | -------------- | -------- | ---------------- | ---------------- | ---------------------------- |
|                           | 輝度 cd/m2     | 色域     |                  | 輝度 cd/m2       | ビデオフレーム数             |
| DisplayHDR 400            | 400            | sRGB     | 画面全体         | 0.4              | 8                            |
| DisplayHDR 500            | 500            | WCG*     | 領域ごと         | 0.1              | 8                            |
| DisplayHDR 600            | 600            | WCG*     | 領域ごと         | 0.1              | 8                            |
| DisplayHDR 1000           | 1000           | WCG*     | 領域ごと         | 0.05             | 8                            |
| DisplayHDR 1400           | 1400           | WCG*     | 領域ごと         | 0.02             | 8                            |
| DisplayHDR 400 True Black | 400            | WCG*     | 画素ごと         | 0.0005           | 2                            |
| DisplayHDR 500 True Black | 500            | WCG*     | 画素ごと         | 0.0005           | 2                            |
| DisplayHDR 600 True Black | 600            | WCG*     | 画素ごと         | 0.0005           | 2                            |

*広色域：指定されたボリューム（ピーク輝度）でDCI-P3少なくとも90%

#### Ultra HDプレミアム
Ultra HDプレミアムはUHDアライアンスからの認証で、少なくともDCI-P3の90%がエリア内にある。

#### Mobile HDRプレミアム
Mobile HDRプレミアムはモバイルデバイス向けのUHDアライアンスからの認証である。

## 静止画におけるHDR

### HDR画像フォーマット
以下の画像フォーマットは、HDR（Rec. 2100色空間、PQおよびHLG伝達関数、Rec. 2100/Rec. 2020の原色点）と互換性がある：
- HEIC（HEVCコーデック使用のHEIFファイル形式）
- AVIF（AV1コーデック使用のHEIFファイル形式）はICTCPもサポートする[112]
- JPEG XL[113]
- HSP（パナソニックのカメラで、ハイブリッド・ログ＝ガンマ伝達関数を用いてHDRでの写真撮影に使用される形式）[114]
- JPEG 2000、PNG、WebP、JPEGもICCプロファイルを使用してサポートしている[115][116]

### 採用
パナソニック：パナソニックのSシリーズカメラ（LUMIX S1、S1R、S1HおよびS5を含む）はハイブリッド・ログ＝ガンマ伝達関数を用いてHDRで写真を撮影し、HSPファイル形式で出力できる。撮影されたHDR画像はHDMIケーブルでHLG準拠のディスプレイにカメラから接続することでHDRで見ることができる。
キヤノン：EOS-1D X Mark IIIおよびEOS R5はPQ伝達関数を用いてRec. 2100色空間、HEIC形式（HEIF形式のHEVCコーデック）、Rec. 2020の原色、10ビットのビット深度および4:2:2YCrCbサブサンプリングで静止画撮影が可能である。撮影されたHDR画像はHDMIケーブルでカメラとHDRディスプレイを接続してHDRで見ることができる。撮影されたHDR画像はSDRのJPEG（sRGB色空間）に変換し、一般的なディスプレで見ることもできる。キヤノンはこのSDR画像を "HDR PQ-like JPEG" と呼んでいる。キヤノンのソフトウェアDigital Photo ProfessionalはHDR撮影した画像をHDRディスプレイではHDRで、SDRディスプレイではSDRで表示できる。また、HDRのPQからSDRのsRGB JPEGに変換することもできる。
ソニー：ソニー α7S IIIおよびα1はRec. 2100色空間でHLG伝達関数、HEIF、Rec. 2020の原色、10ビットのビット深度および4:2:2ないし4:2:0サブサンプリングを使用してHDR写真を撮影することができる。撮影されたHDR画像はHDMIケーブルでHLG準拠のディスプレイにカメラから接続することでHDRで見ることができる。
クアルコム：モバイルSoCのSnapdragon 888では10ビットのHDR HEIF静止画の撮影が可能である。

## ガイドラインおよび勧告

### ITU-R Rec. 2100
Rec. 2100は、1080pないしUHD解像度、10ないし12ビットのカラー、HLGないしPQ伝達関数、Rec. 2020広色域および色空間としてYCBCRないしICTCPを使用したHDRコンテンツの制作および配信に関するITU-Rの技術勧告である。

### UHDフェーズAおよびフェーズB
UHDフェーズAはフルHD 1080pおよび4K UHD解像度を使用してSDRおよびHDRコンテンツを配信するためのUltra HDフォーラムによるガイドラインである。サンプルあたり10ビットのカラー深度、Rec. 709ないしRec. 2020の色域、60fpsまでのフレームレート、1080pないし2160pのディスプレイ解像度およびSDRないしハイブリッド・ログ＝ガンマ（HLG）か知覚量子化（PQ）伝達関数を用いたハイダイナミックレンジのいずれかが必要である。UHDフェーズAではHDRを少なくとも13ストップ（213=8192:1）のダイナミックレンジを持つもの、広色域をRec. 709よりも広い色域と定義している。UHDフェーズAの民生機器は、HDR10の要件に対応しており、Rec. 2020の色空間とHLGまたはPQを10ビットで処理することができる。
UHDフェーズBでは120fps（および120/1.001 fps）、HEVC Main12の12ビットPQ（0.0001〜10000 cd/m2に対応）、ドルビーAC-4およびMPEG-H 3Dオーディオ、DTS:XのIMAXサウンド（LFEなし）への対応が追加される。また、ITUのICtCpおよびカラーリマッピング情報（CRI）も追加される。

## 歴史

### HDRビデオ以前
1990年の2月および4月に Georges Cornuéjols は2枚の連続撮影ないし同時撮影された画像を組み合わせた最初のリアルタイムHDRカメラを発表した。
1991年、Cornuéjolsのライセンスを受けたHYMATOM社が民生用のセンサーとカメラを用いて、露出の異なる複数の画像をリアルタイムに撮影し、HDRビデオ画像w生成する市販のカメラを初めて発表した。
1991年にCornuéjolsもカメラの感度を向上させるために、低照度環境下では複数の連続した画像を蓄積してSN比を改善する、非線形蓄積HDR+の原理を導入した。
その後、2000年代初頭にいくつかの学術研究で民生用センサーとカメラが使用された。REDやArriなどのいくつかの企業がより広いダイナミックレンジを撮影可能なディジタル・センサーを開発している。RED EPIC-Xは"x"チャンネルにユーザー選択可能な1〜3ストップの追加のハイライトラチチュード付きの時系列HDRx画像を撮影できる。"x"チャンネルは、ポスト・プロダクション用ソフトウェアでノーマルチャンネルと合成できる。Arri Alexaは同時に撮影された露出の異なる画像からHDR画像を生成するためにデュアル・ゲイン・アーキテクチャを使用する。
低価格の民生用ディジタルカメラの出現により、多くのアマチュアがトーンマッピングされたタイムラプスビデオをインターネット上に投稿し始めたが、これは基本的に静止画を連続して殺したものだった。2010年、独立スタジオのソヴィエト・モンタージュがビームスプリッターと民生用のHDビデオカメラを使用して、異なる露出のビデオストリームからHDRビデオの例を制作した。同様の手法は2001年と2007年に学術論文として発表されている。
現代の映画はより広いダイナミックレンジを備えたカメラで撮影されることが多く、一部のフレームで人手による調整がひつではあっても（白黒フィルムをカラーに変換するように）、従来の手法で撮影された映画を変換することができる。また、特殊効果、特に実際の映像と合成映像を組み合わせる場合にはHDR撮影とレンダリングが必要とされる。HDRビデオは、シーンの変化の時間的側面を撮影するために高精度で撮影することが求められる用途にも求められている。これは、溶接などの産業プロセスのモニタリング、自動車産業の予測運転支援システム、監視ビデオシステムなどで重要である。HDRビデオは、多量のHDR静止画を必要とするアプリケーション、例えばコンピュータグラフィックスの画像ベースの方法で画像取得を高速化するためにも検討されている。
OpenEXRは1999年にインダストリアル・ライト&マジック（ILM）によって作成され、2003年にオープンソースのライブラリとして公開された。OpenEXRは映画やテレビジョン制作で使用されている。
アカデミー・カラー・エンコーディング・システム（ACES）は映画芸術科学アカデミーが作成し、2014年12月に公開された
。
ACESはほぼ全てのプロのワークフローで動作する完全なカラーおよびファイル管理システムであり、HDRと広色域の両方をサポートしている。詳細は https://www.ACESCentral.com (WCG) を参照。

### HDRビデオ
HEVC仕様はサンプルあたり10ビットをサポートする、最初のバージョンにMain 10プロファイルが組み込まれている。
2015年4月8日、HDMIフォーラムはHDR伝送を可能にするHDMI 2.0a仕様書を公開した。この仕様書は、知覚量子化器（PQ）を参照しているCEA-861.3を参照している。これ以前のHDMI 2.0はすでにRec. 2020色空間をサポートしていた。
2015年6月24日、Amazonプライム・ビデオがHDR10メディアプロファイルビデオを使ったHDR映像を初めて提供した。
2015年11月17日、Vuduはドルビー・ビジョンでのタイトル提供を開始した。
2016年3月1日、Blu-ray Discアソシエーションは、HDR10メディアプロファイルビデオの必須サポートとドルビー・ビジョンのオプションサポートを備えたUltra HD Blu-rayを公開した。
2016年4月9日、NetflixはHDR10メディアプロファイルビデオとドルビー・ビジョンの両方の提供を開始した。
2016年7月6日、国際電気通信連合（ITU）は、HLGとPQの2種類の伝達関数を定義したRec. 2100を発表した。
2016年7月29日、スカパーJSATは、10月4日にHLGを使用した世界初の4K HDR放送を開始すると発表した。
2016年9月9日、Googleは、ドルビー・ビジョン、HDR10およびHLGをサポートするAndroid TV 7.0を発表した。
2016年9月26日、Rokuは、HDR10を使用してHDRをサポートするRoku Premiere+およびRoku Ultragaを発表した。
2016年11月7日、GoogleはYouTubeがHLGないしPQでエンコードされたHDRビデオをストリーム配信すると発表した。
2016年11月17日、デジタルビデオブロードキャスティング（DVB）運営委員会は、ハイブリッド・ログ＝ガンマ（HLG）と知覚量子化器（PQ）をサポートする、HDRソリューションを備えたUHD-1フェイズ2を承認した。この仕様はDVBブルーブックA157として公開されており、欧州電気通信標準化機構によってTS 101 154 v2.3.1として公開される。
2017年1月2日、LGエレクトロニクス米国法人はLGの全てのモデルのスーパーUHDテレビが、ドルビー・ビジョン、HDR10およびHLG（ハイブリッド・ログ＝ガンマ）といった様々なHDR技術をサポートし、テクニカラーによるアドバンスとHDRをサポートする準備ができていることを発表した。
2017年9月12日、Appleは、HDR10とドルビー・ビジョンをサポートするApple TV 4Kと、itunesストアで4K HDRコンテンツを販売およびレンタルすることを発表した。
2020年10月13日、アップルは、カメラロールにフレームごとにドルビー・ビジョン・ライトでビデオを録画及び編集できる初めてのスマートフォンとしてiPhone 12およびiPhone 12 Proシリーズを発表した。iPhoneはドルビー・ビジョンのHLG互換プロファイル8のL1トリムだけを使用している。

## 参考資料
- We need to talk about HDR by Yoeri Geutskens